# Karl Pettersen
Karl Johan Pettersen (* 16. Juni 1826 in Tromsø; † 10. Februar 1890 ebenda) war ein norwegischer Geologe.
Pettersen war der Sohn eines Kapitäns, der die Arktis befuhr. Er studierte Mineralogie und Geologie in Oslo bei Baltazar Mathias Keilhau und war ab 1855 Hilfslehrer an der Schule in Tromsø und ab 1877 Zolleinnehmer in Tromsø. Außerdem kartierte er weite Teile von Troms und der Finnmark geologisch.  Er war einer der Gründer des Museums in Tromsø und 1872 bis zu seinem Tod dessen Leiter. Er war auch in anderen Bereichen der kommunalen Arbeit aktiv und Herausgeber der Zeitschrift Tromsø Tidene.
1883 beschrieb er die Gesteinsart Sagvandit, ein seltenes metamorphes Gestein, das überwiegend aus Enstatit und Magnesit besteht. Es kommt an wenigen Orten vor, darunter Troms.
Verschiedene Orte der Arktis sind nach ihm benannt, so Kap Pettersen in König-Karl-Land und der Berg Karl Pettersenfjellet auf Spitzbergen. Viele Entdeckungen waren Seeleuten aus Tromsø ab 1859 zu verdanken (Elling Carlsen in König-Karl-Land, Überwinterung von Sivert Tobiesen auf der Bäreninsel 1865/66 mit meteorologischen Beobachtungen). Ab 1879 sammelte Pettersen systematisch Berichte von Seeleuten seiner Heimat über die Eisbedingungen in der Arktis (auf Reisen nach Spitzbergen oder Nowaja Semlja) und veröffentlichte auch darüber sowie über die Entdeckung von König-Karl-Land. Obwohl sie sich selbst vielfach norwegischer Seeleute bedienten waren die wissenschaftlichen Expeditionen nach Spitzbergen zu Pettersens Zeit meist von Schweden organisiert. Pettersen versuchte auch Norwegen an solchen Expeditionen zu interessieren, war aber erfolglos.
Am 26. Januar 1881 wurde Carl Pettersen unter der Präsidentschaft des Physikers Hermann Knoblauch unter der Matrikel-Nr. 2290 als Mitglied in die Kaiserliche Leopoldino-Carolinische Deutsche Akademie der Naturforscher aufgenommen.